# Hemilecanium recurvatum
Hemilecanium recurvatum är en insektsart som beskrevs av Robert Newstead 1910. Hemilecanium recurvatum ingår i släktet Hemilecanium och familjen skålsköldlöss.
Artens utbredningsområde är Kongo-Kinshasa. Inga underarter finns listade i Catalogue of Life.